# L’Hermenault
L’Hermenault ist eine französische Gemeinde mit 903 Einwohnern (Stand 1. Januar 2022) im Département Vendée in der Region Pays de la Loire. Sie gehört zum Kanton La Châtaigneraie im Arrondissement Fontenay-le-Comte. Bis 2015 war sie Hauptort (Chef-lieu) des Kanton L’Hermenault. Sie grenzt im Nordwesten an Saint-Valérien, im Norden an Saint-Martin-des-Fontaines, im Nordosten an Marsais-Sainte-Radégonde, im Südosten an Sérigné, im Süden an Petosse und im Südwesten an Pouillé.

## Bevölkerungsentwicklung
| Jahr      | 1962 | 1968 | 1975 | 1982 | 1990 | 1999 | 2008 | 2014 |
| --------- | ---- | ---- | ---- | ---- | ---- | ---- | ---- | ---- |
| Einwohner | 809  | 832  | 864  | 914  | 855  | 843  | 851  | 872  |

## Sehenswürdigkeiten
Siehe auch: Liste der Monuments historiques in L’Hermenault
- Ehemaliges Fort, datiert auf das 15. Jahrhundert, heute noch als Schloss vorhanden
- Kirche Notre-Dame-de-la-Nativité, Monument historique

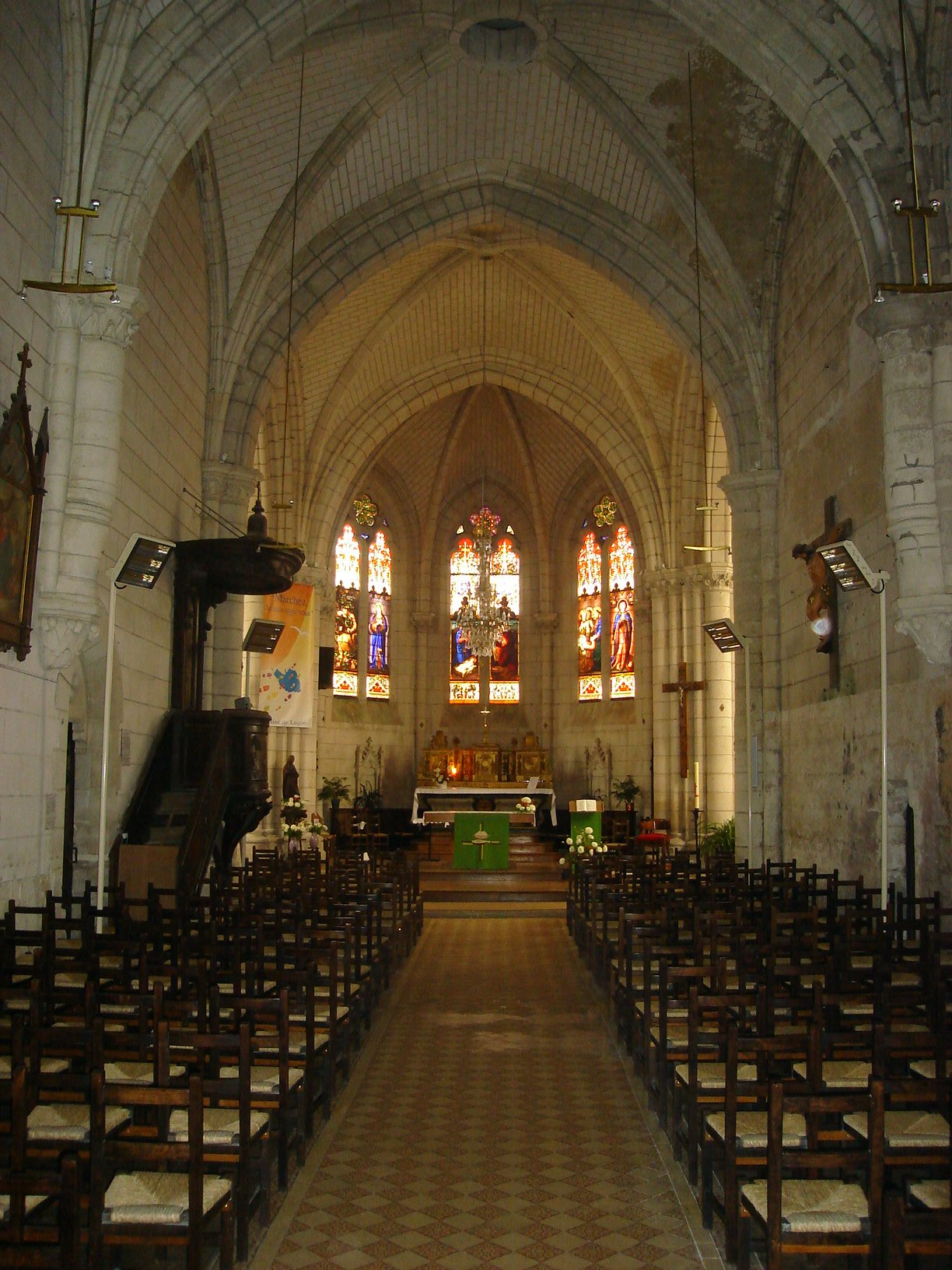
Innenansicht der Kirche Notre-Dame-de-la-Nativité